# Бжезна
Бжезна (пол. Brzezna) — село в Польщі, у гміні Подегродзе Новосондецького повіту Малопольського воєводства.
Населення — 2386 осіб (2011).
У 1975-1998 роках село належало до Новосондецького воєводства.

## Демографія
Демографічна структура станом на 31 березня 2011 року:
|          | Загалом | Допрацездатний вік | Працездатний вік | Постпрацездатний вік |
| -------- | ------- | ------------------ | ---------------- | -------------------- |
| Чоловіки | 1194    | 348                | 755              | 91                   |
| Жінки    | 1192    | 298                | 712              | 182                  |
| Разом    | 2386    | 646                | 1467             | 273                  |